# 1. Königlich Bayerische Landwehr-Infanterie-Brigade
Die 1. Landwehr-Infanterie-Brigade war ein Großverband der Bayerischen Armee.

## Geschichte
Die Brigade wurde am 2. August 1914 mit Ausbruch des Ersten Weltkriegs als 1. gemischte Landwehr-Brigade aufgestellt und zunächst in der Etappe verwendet. Ab 4. April 1915 war sie der 6. Landwehr-Division unterstellt und bis zu ihrer Auflösung am 31. Dezember 1916 an der Westfront eingesetzt.

## Gliederung
Der Brigade unterstanden am 2. August 1914 folgende Verbände:
- Landwehr-Infanterie-Regiment 1
- Landwehr-Infanterie-Regiment 2

## Kommandeure
| Dienstgrad            | Name            | Datum                               |
| --------------------- | --------------- | ----------------------------------- |
| Generalleutnant z. D. | Johann Eichhorn | 2. August 1914 bis 26. März 1915    |
| Generalmajor          | Oskar Reuter    | 26. März 1915 bis 31. Dezember 1916 |